# SIGCOMM
SIGCOMM은 계산기 학회의 데이터 통신 분과로서, 통신 및 컴퓨터 네트워크를 전문 분야로 삼고 있다.  또한 SIGCOMM은 이 분과가 주최하는 학술 대회의 명칭이기도 하다.   SIGCOMM 학술 대회는 데이터 통신 및 네트워크 분야의 선도 학술 대회로 인정받고 있다.  논문 채택률이 지극히 낮으며(10% 정도), 네트워크 및 통신 분야의 많은 중요 논문이 이 학술 대회를 통해 출판되었다.
매년 데이터 및 컴퓨터 통신 분야에서 일생에 걸쳐 뛰어난 업적을 이룬 사람을 뽑아 SIGCOMM상을 수여한다.